# Marián Aguilera
Marián Aguilera Pérez (Montgat, 12 marzo 1977) è un'attrice spagnola.

## Filmografia parziale

### Cinema
- La ciudad de los prodigios, regia di Mario Camus (1999)
- Honolulu Baby, regia di Maurizio Nichetti (2001)
- Black Symphony (Tuno negro), regia di Pedro L. Barbero e Vicente J. Martín (2001)
- No debes estar aquí, regia di Jacobo Rispa (2002)
- The Reckoning - Percorsi criminali (The Reckoning), regia di Paul McGuigan (2003)
- Il mio nuovo strano fidanzato (Seres queridos), regia di Dominic Harari e Teresa Pelegri (2004)
- El prado de las estrellas, regia di Mario Camus (2007)
- Un poco de chocolate, regia di Aitzol Aramaio (2008)
- El último fin de semana, regia di Norberto Ramos del Val (2011)
- Faraday, regia di Norberto Ramos del Val (2013)

### Televisione
- Arnau - miniserie TV, 5 episodi (1994)
- Laberint d'ombres - serie TV, 11 episodi (1999-2000)
- Al salir de clase - serie TV, 381 episodi (1997-2000)
- Esencia de poder - serie TV, 129 episodi (2001)
- El inquilino - serie TV, 13 episodi (2004)
- Los hombres de Paco - serie TV, 105 episodi (2005-2010)
- Homicidios - serie TV, 12 episodi (2011)